# 马格尼西亚的赫格西亚斯
马格尼西亚的赫格西亚斯（英語：Hegesias of Magnesia），吕底亚人，约活动于公元前3世纪前后。古希腊演说家与历史学家。他的演说集现已失传，但曾受到罗马时代的西塞罗和其他人的批判，他的史学著作《亚历山大城史》现仅存有残篇。

## 扩展阅读
- 本条目包含来自公有领域出版物的文本: Chisholm, Hugh (编).  (第11版). London: Cambridge University Press. 1911.